# Garance Marillier
Garance Marillier (* 11. Februar 1998 in Paris) ist eine französische Schauspielerin und Musikerin.

## Leben
Marillier begann zunächst eine musikalische Ausbildung. Sie wurde im Posaunespiel und am Schlagzeug unterrichtet.
Von 2010 bis 2012 absolvierte sie eine Ausbildung an der Schauspielschule Cours Florent. Seit dem Jahr 2012 besucht sie die Schauspielschule École du jeu und seit 2013 die Musikschule Centre d’informations musicales (CIM).
Ab dem Jahr 2011 folgten erste Auftritte in Kurzfilmen. International bekannt wurde sie 2016 durch die Hauptrolle der Justine in Julia Ducournaus Horrorfilm Raw, der seine Premiere bei den Filmfestspielen von Cannes 2016 feierte.
Eine weitere Rolle bekleidete sie in Ducournaus Folgewerk Titane (2021). Im 2023 veröffentlichten Biopic Marinette – Kämpferin. Fussballerin. Legende. über die Fußballspielerin Marinette Pichon übernahm sie unter der Regie von Virginie Verrier die Titelrolle.

## Filmografie (Auswahl)
- 2011: Junior (Kurzfilm)
- 2012: Ce n’est pas un film de cow-boys (Kurzfilm)
- 2012: Mange (Fernsehfilm)
- 2014: Solo Rex (Kurzfilm)
- 2014: Quinze kilomètres trois (Kurzfilm)
- 2015: Première nuit (Kurzfilm)
- 2016: Hotaru (Kurzfilm)
- 2016: Raw (Grave)
- 2018: Ad Vitam (Fernsehserie, 6 Episoden)
- 2019: Pompei
- 2019: French Frights
- 2020: Petite princesse (Kurzfilm)
- 2021: Madame Claude
- 2021: Titane
- 2021: Warning
- 2021: Kein Lebenszeichen (Disparu à jamais, Fernsehserie, 5 Episoden)
- 2022: Rue des dames
- 2023: Marinette – Kämpferin. Fussballerin. Legende. (Marinette)